# Region kodujący
Region kodujący, rejon kodujący, CDS (od ang. coding DNA sequence) – część genu na DNA lub RNA złożona z eksonów i opisująca budowę cząsteczki białka, stanowiąca sumę fragmentów kodujących genomu danego organizmu
Od końca 5′ rejon kodujący jest ograniczony  kodonem startowym, natomiast od końca 3′ jest to kodon terminacyjny. W mRNA region kodujący otoczony jest obszarem 5′ niepodlegającym translacji oraz obszarem 3′ niepodlegającym translacji, wchodzącymi również w skład eksonów. CDS jest tą właśnie częścią transkryptu RNA, która ulega translacji na rybosomach.
Identyfikacja otwartej ramki odczytu poprzez sekwencję DNA jest prosta, natomiast w przypadku sekwencji kodującej tak nie jest, gdyż komórka poddaje translacji jedynie pewien podzbiór wszystkich otwartych ramek odczytu.